# Signe Hallström
Signe Theresia Elisabet Hallström, född Löfgren den 8 maj 1874 i Prästbol Värmskogs socken, död den 6 juli 1964 i Högalids församling i Stockholm, var en svensk miniatyrmålare. 
Hon var gift med konstnären Gunnar Hallström åren 1901–1922 samt mor till sjökaptenen Sten G Hallström, militären Arne Hallström, konstnären Erik G Hallström och konstnären Karl Yngve Hallström.
Hon inledde sina konststudier vid Kungliga Akademien för de fria konsterna i Stockholm 1895–1898, varefter hon studerade vid Tekniska skolan. Under en vistelse i Danmark 1919–1920 övergick hon nästan helt till att göra miniatyrmåleri på elfenben. Utöver cirka 500 miniatyrporträtt har hon även utfört sagomotiv och stadsbilder på elfenben. 
Hon var även verksam som översättare och översatte bland annat Kenneth Grahames Det susar i säven (1932).
Signe Hallström finns representerad på Värmlands museum i Karlstad. Hon är begravd på Värmskogs kyrkogård.

## Översättningar (urval)
- Laurids Bruun: Van Zantens lyckliga tid (Hökerberg, 1921)
- Heinrich Lhotzky: Ditt barns själ (Hökerberg, 1923)
- Clara Tschudi: Bismarck och hans hustru (Hökerberg, 1926)
- David Graham Phillips: Priset hon betalade (Hökerberg, 1926)
- Temple Bailey: Valet (Hökerberg, 1929)
- Helen Thomas: Två människor (Hökerberg, 1931)
- M. Esther Harding: Vi kvinnor: en psykologisk tolkning (Hökerberg, 1934)
- Heinrich Spoerl: Hela stan talar om det! (Hökerberg, 1937)
- Lillemor von Hanno: Vi och våra vänner (Hökerberg, 1938)